# CrunchBang Linux
CrunchBang Linux (abreujat #!) va ser una distribució de Linux derivada de Debian per Philip Newborough (que és més conegut pel seu nom d'⁣usuari, corenominal).
CrunchBang va ser dissenyat per utilitzar relativament pocs recursos del sistema. En lloc d'un entorn d'escriptori, va utilitzar una implementació personalitzada del gestor de finestres d'⁣Openbox. Moltes de les seves aplicacions preinstal·lades utilitzaven el kit d'eines de GTK+.
CrunchBang tenia el seu propi dipòsit de programari, però va extreure la gran majoria de paquets dels dipòsits de Debian.
Philip Newborough va anunciar el 6 de febrer de 2015 que havia deixat de desenvolupar CrunchBang i que els usuaris es podien beneficiar de l'ús de vanilla Debian. Algunes distribucions de Linux han sorgit al seu lloc en un esforç per continuar el seu entorn. Entre els més significatius es troben BunsenLabs i CrunchBang++.

## Edicions
CrunchBang Linux va proporcionar una versió Openbox per a arquitectures i686, i486 i amd64. Fins a l'octubre de 2010 també hi havia una versió "Lite" amb menys aplicacions instal·lades. La versió "Lite" es va suspendre efectivament després que la distribució en la qual es basava - Ubuntu 9.04 - va arribar al final de la seva vida i CrunchBang es va preparar per canviar a un sistema base diferent.
CrunchBang 10, disponible el febrer de 2011, va ser la primera versió basada en Debian. La versió final, CrunchBang 11, va estar disponible el 6 de maig de 2013.
A cada llançament de CrunchBang Linux se li va donar un número de versió i un nom de codi, utilitzant noms de personatges de Muppet Show. La primera lletra del nom en codi era la primera lletra de la versió de Debian amunt (abans Debian Squeeze i CrunchBang Statler i actualment Debian Wheezy i CrunchBang Waldorf).

## Recepció
El maig de 2013, Jim Lynch de desktoplinuxreviews.com va revisar CrunchBang 11:
| « | Frankly, it’s one of the most functional and efficient distros available today. You can run it on top of the line hardware, or you can run it on older, slower machines. It’s a perfect choice for anyone who prefers functionality over form....These days it seems that lots of distros and other operating systems are adding tons of glitz and glitter to desktop interfaces. CrunchBang 11 does the complete opposite. Frankly, it’s a breath of fresh air and I enjoyed it. It was fast, stable and did what I wanted it to do. It never bogged me down in useless desktop drivel. | » |

## Successors
Newborough va anunciar el febrer de 2015 que abandonava el desenvolupament de CrunchBang Linux, sentint que ja no tenia un propòsit. Molts usuaris no estaven d'acord i alguns d'ells van procedir a desenvolupar distribucions successores BunsenLabs, CrunchBang++ (#!++) i CrunchBang-Monara.

### BunsenLabs

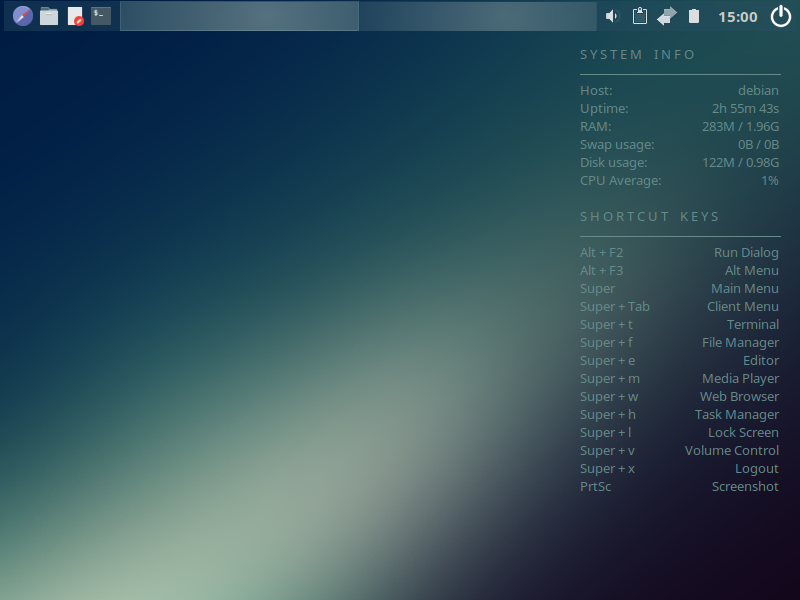
BunsenLabs Helium R4 cdsized

BunsenLabs Linux és un successor de Crunchbang organitzat per la comunitat. Es basa en la versió estable de Debian 10 (Buster). Entre el 17 i el 30 de setembre de 2015, el domini de CrunchBang va començar a redirigir-se a la pàgina web de BunsenLabs.
BunsenLabs és una de les poques distribucions basades en Debian que encara ofereix una edició de CD compatible amb sistemes de 32 bits, amb el sistema X Window i una versió moderna de Firefox, la qual cosa fa que la distribució sigui útil per executar-se en ordinadors antics amb només 1 GB de RAM.
L'última versió, basada en Debian 10, es va publicar el 2 d'agost de 2020.

### CrunchBang++
CrunchBang PlusPlus (#!++) es va desenvolupar com a resposta a l'anunci de Newborough del final de CrunchBang. Actualment, es basa en la distribució Debian Bullseye (versió 11.1). La versió 1.0 es va anunciar el 29 d'abril de 2015. Una versió basada en Debian 10.0 es va publicar el 8 de juliol de 2019. La versió basada en Debian 11.0 es va publicar el 16 d'agost de 2021, i la versió basada en Debian 11.1 es va publicar el 23 de setembre de 2021.

### CrunchBang-Monara
CrunchBang-Monara és un altre successor de CrunchBang. Es basa en la versió estable de Debian 8.